# Mã Lâm (bóng bàn)
Mã Lâm (chữ Hán giản thể: 马琳, chữ Hán phồn thể: 馬琳, Ma Lin) là một vận động viên bóng bàn đẳng cấp quốc tế của Trung Quốc. Anh sinh ngày 19 tháng 1 năm 1980 tại Thẩm Dương, tỉnh Liêu Ninh, Trung Quốc. Theo xếp hạng của ITTF tháng 9 năm 2007 anh là vận động viên số một thế giới. Anh học bóng bàn từ năm sáu tuổi và trở thành thành viên của đội tuyển tỉnh năm 1990. Năm 1994 anh gia nhập đội tuyển quốc gia.
Mã Lâm sử dụng vợt dọc. Tuy nhiên ngoài việc sử dụng đẩy trái truyền thống, anh còn sử dụng những quả trái tay dùng mặt trái của vợt.
Mã Lâm từng sang Việt Nam tham dự giải Cây vợt vàng khi chưa nổi tiếng.

## Kỹ năng
Mã Lâm sau khi có tên tuổi ở làng bóng bàn Trung Quốc thì chuyển sang lối đánh cầm thìa với nhiều cú giật đầy uy lực. Thân pháp nhanh nhẹn cộng với khả năng phán đoán nhạy bén, thi đấu tự tin đã giúp Mã Lâm giành nhiều chiến thắng trước các đối thủ có tầm cỡ.
Ngoài ra, Mã Lâm còn tuyệt kỹ giao bóng rất đặc biệt, bóng có độ giật xoáy rất cao khiến đối phương khó phán đoán và anh thường thắng điểm trực tiếp với cú giao bóng này.

## Thành tích
- Vô địch đơn nam giải chuyên nghiệp của ITTF 2002
- Vô địch đôi nam Thế vận hội Athens 2004
- Thứ hai Giải bóng bàn thế giới 2006
- Vô địch Giải Singapore mở rộng 2006
- Cúp Giải nam thế giới 2006
- Á quân giải vô địch thế giới 1999, 2005 và 2007
- Huy chương vàng Olympic Bắc Kinh 2008[1]